# Le Quatuor Basileus
Pour plus de détails, voir Fiche technique et Distribution.
Le Quatuor Basileus (Il quartetto Basileus) est un film dramatique franco-italo-suisse réalisé et scénarisé par Fabio Carpi en 1982. Diffusé en France initialement en deux parties à noël 1982 sur Antenne 2, il sort dans les salles françaises en juin 1984.

## Synopsis
Le Quatuor Basileus, célèbre depuis 30 ans, se retrouve réduit à un trio de musiciens désemparés, à la suite de la mort de l'un d'entre eux, Oscar ; cependant, la rencontre avec Edoardo, jeune violoniste beau et talentueux, va redonner vie au nouveau quatuor qui se forme grâce à lui.

## Fiche technique
Sauf indication contraire, les informations mentionnées dans cette section peuvent être confirmées par la base de données cinématographiques IMDb,  présente dans la section « Liens externes ».
- Titre original : Il quartetto Basileus ou Quartetto Basileus[3]
- Titre français : Le Quatuor Basileus[2]
- Réalisation : Fabio Carpi
- Assistante à la réalisation : Josette Barnetche[3]
- Scénario : Fabio Carpi
- Photographie : Dante Spinotti
- Montage : Massimo Latini
- Décors : Franco Vanorio
- Maquillage : Pietro Tenoglio
- Scripte : Patrizia Zulini
- Costumes : Corrado Colabucci
- Musique : Ludwig Van Beethoven, Vincenzo Bellini, Niccolo Paganini, Franz Schubert, Maurice Ravel, Claude Debussy, Richard Wagner, Joubert de Carvalho et Bedřich Smetana[4]
- Producteurs : Arturo La Pegna, Elisabetta Fogazarro
- Société de production : Produzioni Cinematografiche C.E.P., Rai 2, Films A2, Société suisse de radiodiffusion et télévision (SSR)
- Format : Couleur - 1,66:1 - Son mono - 35 mm
- Pays de production :  Italie -  France -  Suisse
- Langue de tournage : italien
- Genre : Drame
- Durée : 128 minutes (2h08)
- Dates de sortie : 
  - France : 25 décembre 1982 et 1er janvier 1983 (téléfilm en deux parties[5],[1]), 27 juin 1984 (cinéma)
  - Italie : 30 janvier 1983

## Distribution
- Héctor Alterio : Alvaro
- Omero Antonutti : Diego
- Pierre Malet : Edoardo Morelli dit Édo
- François Simon : Oscar Guarneri
- Michel Vitold : Guglielmo
- Alain Cuny : M. Finkal
- Rada Rassimov : Mme Finkal
- Catherine Jarrett : Catherine
- Gabriele Ferzetti : Mario Cantone
- Véronique Genest : Sophia
- Lisa Kreuzer : Lotte
- Mimsy Farmer : Mlle Permamint

## Distinction
- Mention spéciale à l'édition 1982 du festival international du film de Locarno.